# 1992年夏季奥林匹克运动会尼泊尔代表团
1992年夏季奥林匹克运动会尼泊尔代表团参加了1992年在西班牙巴塞罗那主办的夏季奥运。

## 赛果

### 田径
男子马拉松
- Hari Rokaya →第70名(2:32.26)